# Нешер
Нешер (ивр. נשר‎, букв. «Гриф») — город в Израиле, был основан в 1923 году. Город расположен в живописной холмистой местности на горе Кармель, в 4-х километрах к востоку от города Хайфы.

## Общая справка
Создавался Нешер как поселение городского типа. Город Нешер окружён огромным парком «Кармель» — одним из самых крупных парков Израиля. Районы города вплотную приближаются к хайфскому Техниону (ВУЗ технического направления) и студенческим общежитиям Университета. Численность населения Нешера — 23,829 человек (на 29 апреля 2010 года). Из них 6 тысяч человек — это репатрианты из стран бывшего СССР. В Нешере 5 микрорайонов: Бен-Дор, Тель-Ханан, Гиват-Нешер, Рамот-Ицхак и Гиват-Амос. По проекту город рассчитан на 35000 человек.

## История Нешера

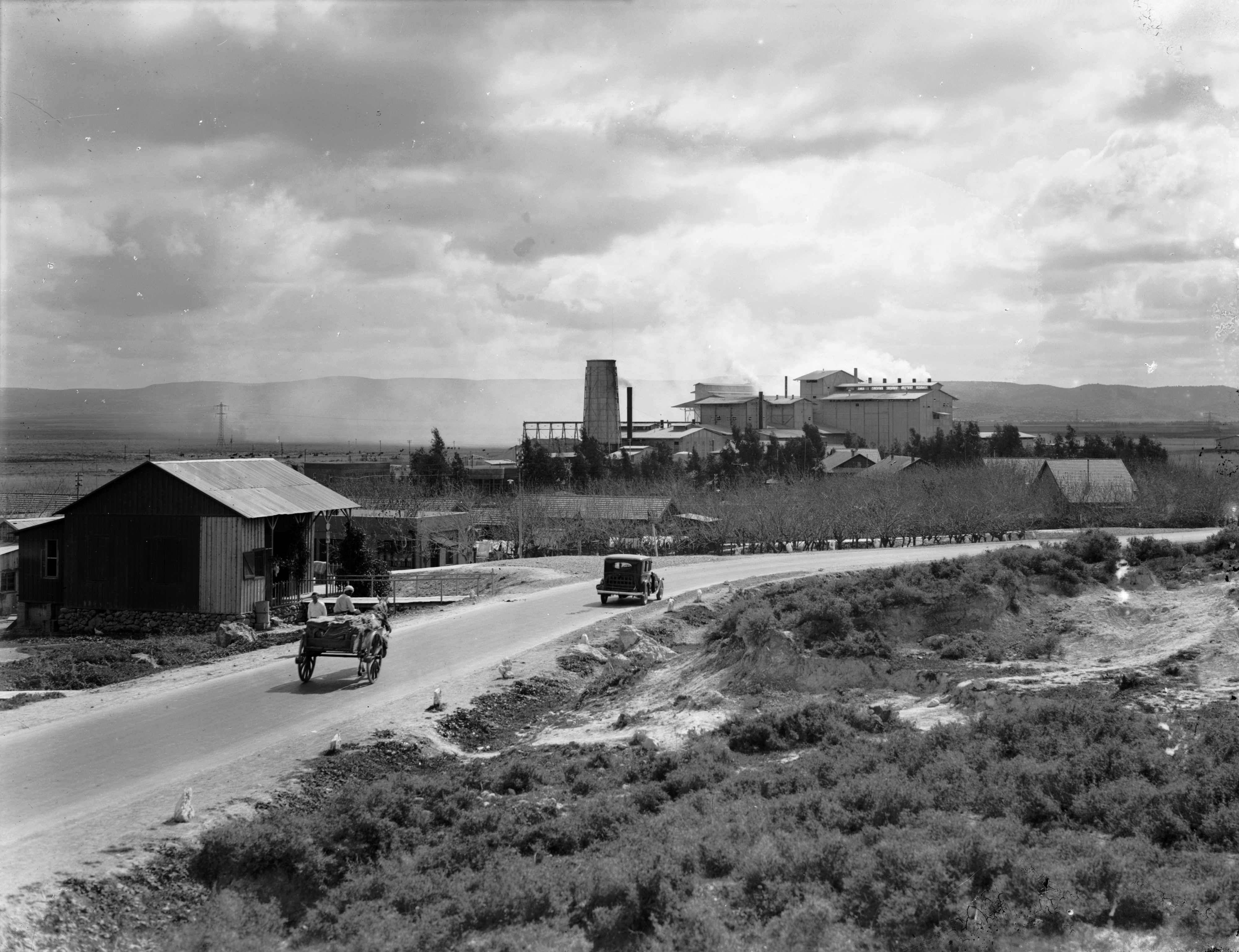
Завод Цемент-Нешер, 1924 год

Местность, где расположен Нешер, была заселена ещё в эпоху бронзы, о чём свидетельствуют раскопки археологов.  Впервые официальное признание поселения на месте нынешнего Нешера получили в 1923 году. Тогда здесь было несколько арабских деревень: Балад аль-Шейх, Хавса и деревня Яжур (впоследствии здесь евреями-поселенцами был организован кибуц Ягур). На болотистой местности крестьяне-арабы занимались сельским хозяйством. У самого подножья горы Кармель жили мастеровые: гончары, каменотесы, скотоводы.
Земли в районе нынешней промышленной зоны Нешера принадлежали богатому сирийцу Хори, ему же принадлежал и завод Цемент-Нешер. В 1922 году после смерти Хори, эти земли выкупил Михаэль Полик, еврей из России. На купленной земле он построил завод по изготовлению сборно-щитовых деревянных домиков. Михаил Полик и стал родоначальником будущего города Нешера, сдавая в аренду евреям-рабочим сборно-щитовые дома, чтобы они селились в этом районе.
Арабам с самого начала не нравилось еврейское присутствие. С 1936 года стычки стали перерастать в открытую вражду. В 1939 году евреи создали первые отряды самообороны. В ответ на это арабы-рабочие стали уходить с завода. Евреи из-за малочисленности не могли справиться с работой, и завод закрылся.
После того, как завод купила компания Солель Бонэ работа возобновилась. Началось строительство многоквартирных домов, в которых селились еврейские семьи. К тому времени в городе проживало около 1500 евреев.
Началась Вторая мировая война — вражда между евреями и арабами несколько затихла. Британские власти, опасаясь вторжения немецких войск, стали привлекать население к строительству оборонительных сооружений.
Начался набор евреев и арабов в английский добровольческий корпус, и вражда затихла до окончания войны, чтобы потом разгореться с новой силой после принятия Генеральной Ассамблеей ООН резолюции с рекомендациями принять План раздела Палестины (29 ноября 1947 года ).
Кульминацией  Войны за независимость Израиля в Нешере стала бойня на нефтеперерабатывающем заводе, участниками которой были жители арабской деревни Балад аль- Шейх, после которой 31 декабря 1947 года бойцы Пальмаха напали на деревню. Арабы прекратили нападения, а в начале войны за независимость в 1948 году стали бежать из деревень, спасаясь от боевых действий и подчинившись приказам арабских лидеров. 2500 арабов уплыли на лодках в сторону Ливана.
С начала 1948 года началась массовая репатриация евреев в Израиль из Африки, Ирака и стран Европы: Венгрии, Румынии, Польши, Болгарии, России. В день прибывало до 1000 человек, в месяц до 30 000. Росло население и будущего города Нешера. Не хватало жилья, не было электричества, воду носили вручную из далёких колодцев. На помощь пришёл завод, который временно дал будущему городу воду и электричество.
Новых жителей ждали и другие трудности: многие болели малярией, страдали от некачественной воды и укусов мошкары. Только в 1951 году Нешер централизованно получил и воду, и свет. По этому случаю состоялся большой Праздник воды и света, организованный добровольцами-активистами. Праздновали его каждый на свой лад, соблюдая местные традиции и традиции стран исхода.
В 1952 году в Нешере появилась городская администрация. Первым главой Нешерского совета стал Йехуда Шамрани. В городе были официально утверждены четыре района Бен-Дор, Тель-Ханан, Гиват-Нешер и Гиват-Амос. Нешер стал быстро развиваться, появились новые предприятия в промышленной зоне.

## Население
По данным Центрального статистического бюро Израиля, население на начало 2020 года составляло 24 148 человек.

## Развитие современного Нешера
Арабы так и не вернулись в свои деревни, поэтому администрацией было принято решение снести 1600 старых арабских домов, непригодных для жилья. Началось строительство жилья по новому генеральному плану для растущего населения города.
Рельеф местности заставил решать сложные вопросы градостроительства, строить дома ступенчато, прокладывать многочисленные лестницы.
Рост числа жителей и наличие современной инфраструктуры позволило в 1995 году решением Премьер-Министра Ицхака Рабина перевести Нешер в разряд городов.
Первым мэром города стал в 1989 году Давид Амар. На выборах 2013 года он уступил своё место Ави Бинамо.
20 ноября 2018 года на выборах победил Рой Леви.
В Нешере полностью решена проблема съемного субсидированного жилья для пенсионеров («Микбацей диюр»). Для пожилых людей были построены два высотных дома. В основном это пенсионеры, приехавшие в Израиль до 31 декабря 2002 года.
Нешер — зелёный город с множеством парков и скверов.

## Территориальное деление

Район Рамот Ицхак. Вечер

Современный Нешер имеет пять микрорайонов:

### Тель-Ханан
После того, как арабы покинули деревню Балад аль-Шейх, она была переименована в Тель-Ханан (1949) в честь Ханана Зелингера, командира отряда самообороны, погибшего в ночь мести 31 декабря 1947 года.

### Бен-Дор
Арабская деревня Хавса стала называться Бен-Дор по имени погибшего Хаима Бен-Дора, одного из руководителей отряда самообороны, жителя Иерусалима.

### Гиват-Амос
Район Гиват-Амос и школа Глилот были названы именем Амоса Галиля, ещё одного командира подразделения, убитого в том бою.

### Рамот Ицхак
В 1990-е годы начал осуществляться план строительства нового микрорайона Рамот-Ицхак, названного так в честь Ицхака Рута, мэра города с 1952 года по 1972 год. К 1997 году здесь было сдано в эксплуатацию около 3000 квартир. Только из Хайфы и Крайот на постоянное место жительство сюда переехали свыше 6000 человек. Рамот-Ицхак застроен новыми домами с современной планировкой. Есть скверы и детские площадки.